# Твиди, Стивен
Стивен Твиди (Stephen Tweedie) — инженер-программист, известный своей работой над ядром Linux, в частности, работой над файловыми системами..
После того, как начал работать с разработчиками файловой системы ext2, занимаясь вопросами производительности, он руководил разработкой  файловой системы ext3, благодаря чему в ext2 был добавлен уровень журналирования. За работу по части журналирования Эндрю Мортон окрестил Стивена «истинным мастеровым».
Родился в Эдинбурге, Шотландия, в 1969 году. Твиди изучал компьютерные науки в колледже Черчилля, Кембридж, и в Эдинбургском университете, где он защитил диссертацию Contention and Achieved Performance in Multicomputer Wormhole Routing Networks. После своего вклада в ядро Linux, с начала 1990-х в своё свободное время он работал над файловой системой VMS, а также в течение двух лет работал в качестве поддержки для DEC, после чего Твиди наняли в качестве дистрибьютора Linux компании Red Hat, где он продолжил работу над ядром Linux.
Твиди опубликовал ряд работ по Linux, в том числе Design and Implementation of the Second Extended Filesystem в 1994 году, Journaling the Linux ext2fs Filesystem в 1998, и Planned Extensions to the Linux Ext2/Ext3 Filesystem в 2002.
Tweedie также часто выступает по вопросам о разработке ядра Linux на технических конференциях. Среди прочего, он вёл переговоры о разработке ядра в 1997 и 1998 на Ежегодной технической конференции USENIX, конференции UKUUG в Лондоне в 2000 году, и выступал с программной речью симпозиуеме по Linux в Оттаве в 2002 году.